# Progesterex
Progesterex är en påhittad så kallad våldtäktsdrog som ingår i en vandringssägen om våldtäkter. Preparatet påstås ha blandats i drinkar tillsammans med Rohypnol och ska då ha steriliserat offret, inte bara för kvällen, utan för resten av livet. Detta för att förövaren inte ska behöva bekymra sig om eventuella graviditeter. Preparatet påstås vara utvecklad som veterinärmedicin för hästar. Denna faktoid började spridas med e-post 1999. Någon medicin med namnet Progesterex existerar inte.